# Terrorismo

O voo 175 da United Airlines atinge a Torre Sul do World Trade Center durante os ataques terroristas de 11 de setembro de 2001, na cidade de Nova York.

Terrorismo é o uso de violência, física ou psicológica, por meio de ataques localizados a elementos ou instalações de um governo ou da população governada, de modo a incutir medo, pânico e, assim, obter efeitos psicológicos que ultrapassem largamente o círculo das vítimas, incluindo o restante da população do território. É utilizado por uma grande gama de instituições como forma de alcançar seus objetivos, como organizações políticas, grupos separatistas e até por governos no poder.

## Definição
Existem centenas de definições de terrorismo. A inexistência de um conceito amplamente aceito pela comunidade internacional e pelos estudiosos do tema significa que o terrorismo não é um fenômeno entendido da mesma forma, por todos os indivíduos, independentemente do contexto histórico, geográfico, social e político. Segundo Walter Laqueur.
| “ | Nenhuma definição pode abarcar todas as variedades de terrorismo que existiram ao longo da história. | ” |

Conforme definição do Departamento de Defesa dos Estados Unidos, terrorismo é um tipo muito específico de violência, bastante sutil, apesar de o termo ser usado para definir outros tipos de violência considerados inaceitáveis. Os terroristas geralmente são descritos como pessoas reservadas que agem em grupos. Segundo pesquisas os terroristas são pessoas tímidas, introvertidos, solitárias e não apresentam traços de violência. Além disso, não são psicopatas, mas pessoas comuns que sofrem lavagem cerebral.
Após a Segunda Guerra Mundial, sobretudo no fim da década de 1960 e durante a década de 1970, o terrorismo era visto como parte de um contexto revolucionário. O uso do termo foi expandido para incluir grupos nacionalistas e étnico-separatistas fora do contexto colonial ou neocolonial, assim como organizações radicais e inteiramente motivadas por ideologia (ver: Terrorismo comunista). A comunidade internacional – inclusive na esfera das Nações Unidas – considerava politicamente legítimas as lutas pela autodeterminação dos povos, legitimando-se portanto o uso da violência política por esses movimentos.

## História

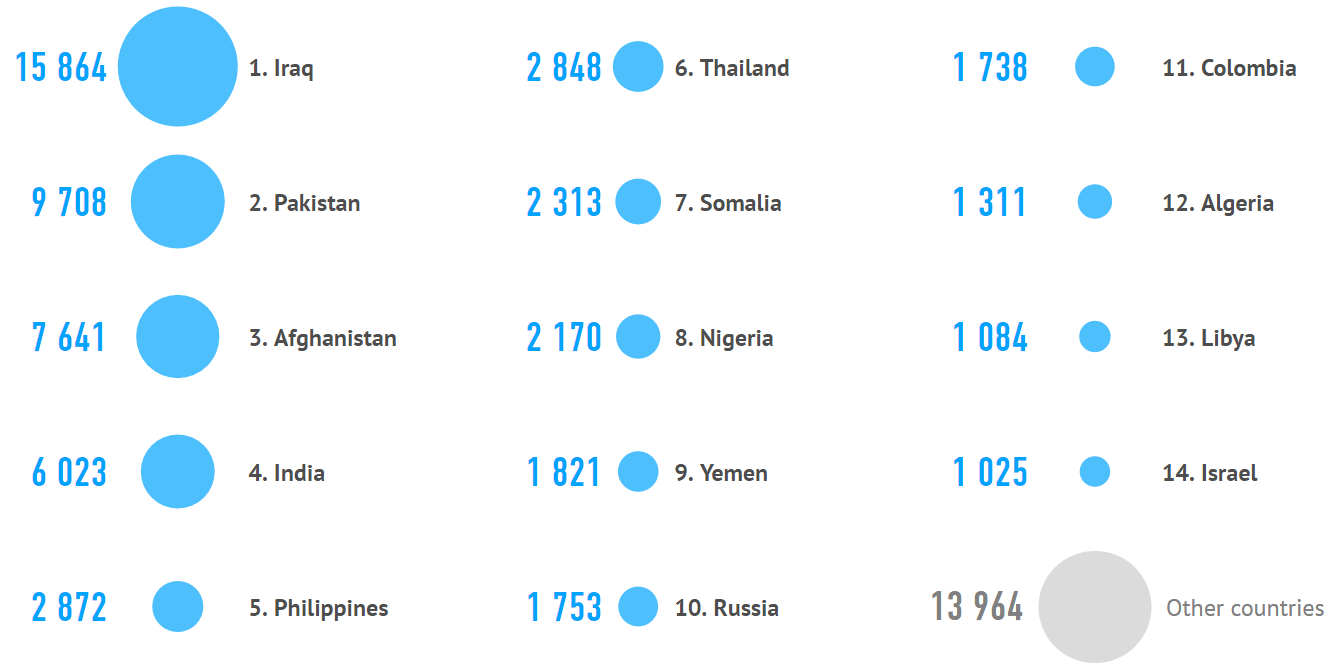
10 países que mais sofreram ataques entre 2000 e 2014

O terrorismo tem sido registrado na História pelo menos desde a Grécia Antiga.[carece de fontes?] Antes do século XIX os terroristas poupavam os inocentes não envolvidos no conflito. Por exemplo, no Império Russo quando os radicais tentaram depor o czar Alexandre II, cancelaram várias ações para evitar ferir mulheres, crianças, idosos ou outros inocentes.[carece de fontes?]
Nos últimos dois séculos, no entanto, enquanto os estados foram ficando cada vez mais burocratizados, a morte de apenas um líder político não causava as mudanças políticas desejadas, de modo que os terroristas passaram a usar métodos mais indiretos de causar ansiedade e perda de confiança no governo.[carece de fontes?]
Em 1972, a temática do terrorismo foi incluída pela primeira vez nos debates da Assembleia Geral das Nações Unidas. Os debates consagraram uma clivagem: de um lado, o bloco ocidental advogava a repressão (enfoque jurídico); de outro, o Movimento dos Não Alinhados e os Estados comunistas defendiam a identificação e a eliminação de suas causas (enfoque político).[carece de fontes?]
Em 1985, houve a primeira condenação do terrorismo por consenso: resolução 40/61 da Assembleia Geral das Nações Unidas. O enfoque jurídico passou a prevalecer. O terrorismo deixou de ser legitimado por motivações políticas quaisquer.
Na década de 1990, o Conselho de Segurança das Nações Unidas adota a prática de apenas condenar o terrorismo em casos concretos, a exemplo da resolução 1054 contra o Sudão ou da resolução 883 contra a Líbia. Em 1994, a resolução 49/60 repudia o terrorismo e convoca os Estados à cooperação internacional. As causas políticas não são sequer mencionadas, um abandono total do enfoque político dos anos 1970.[carece de fontes?]
Os ataques de 11 de setembro de 2001, nos Estados Unidos, levou a uma grande transformação no tratamento internacional do terrorismo, que tendeu a institucionalizar-se em um regime internacional. O Conselho de Segurança, por meio da resolução 1368 de 2001, admitiu a aplicação de medidas de força individual ou coletiva, em nome da legítima defesa, contra os responsáveis pelos atentados. Como estes não são nomeados, houve grande celeuma jurídica e política em torno das medidas. A invasão do Afeganistão foi lastreada nessa resolução.
Ainda em 2001, a resolução 1373 criou o Comitê de Antiterrorismo (CAT). Os Estados são convocados a colaborarem a prestar informações acerca de medidas antiterroristas (ver: Antiterrorismo e Guerra ao Terror). Em julho de 2004, o Paraguai foi objeto de ressalvas no CAT e acusado de não cooperação. A política externa brasileira optou por apoiar o esclarecimento de dúvidas de modo a dirimir conflitos em sua fronteira imediata.
O terrorismo contemporâneo é caracterizado pela descentralização de suas atividades. Depende fortemente da surpresa e é frequente que ocorra quando e onde é menos esperado. Ataques terroristas podem desencadear transições súbitas para conflito ou guerra. Não é raro que depois de um ataque terrorista vários grupos não relacionados reivindiquem a responsabilidade pela ação; isto pode ser visto como "publicidade grátis" para os objetivos ou planos da organização. Devido à sua natureza anônima e, frequentemente, autossacrificial, não é incomum que as razões para o atentado permaneçam desconhecidas por um período considerável de tempo.